# Tubosaeta brunneosetosa
Tubosaeta brunneosetosa är en svampart som först beskrevs av Rolf Singer, och fick sitt nu gällande namn av E. Horak 1967. Tubosaeta brunneosetosa ingår i släktet Tubosaeta och familjen Boletaceae.   Inga underarter finns listade i Catalogue of Life.